# Otto Douglas Douglas-Hill
Otto Douglas Douglas-Hill, meist Otto D. Douglas-Hill, (* 12. September 1897 in Beerberg (Schlesien); † 10. Dezember 1972 in Málaga) war ein deutscher Bildhauer und Keramiker. Er schuf vor allem aufgebaute Gefäße mit selbst entwickelten Glasuren und lehrte an den Vereinigten Staatsschulen für Freie und Angewandte Kunst in Berlin. „Form ohne Ornament“ war für ihn Programm.

## Leben und Werk

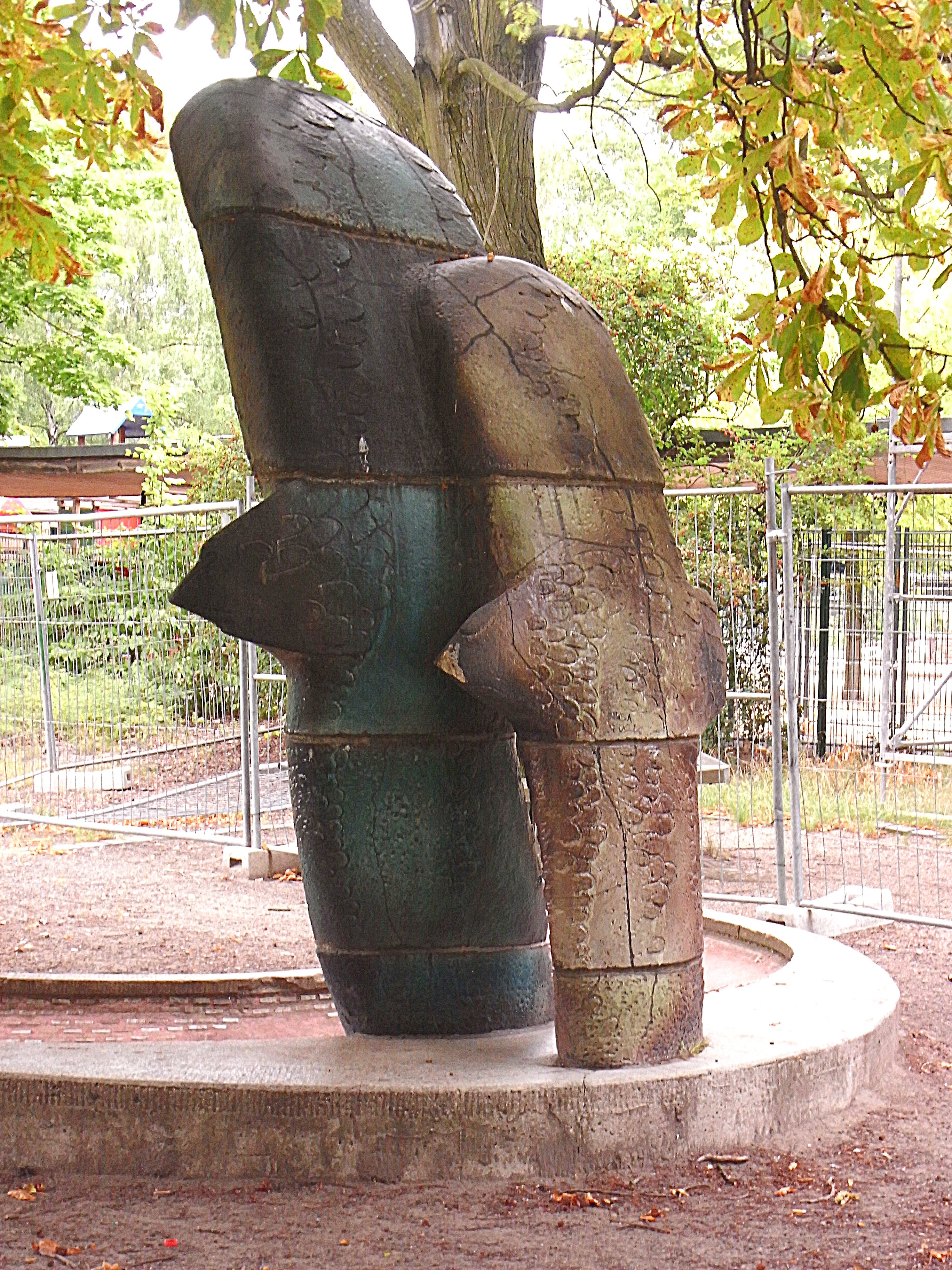
Douglas-Hill, Lehrflug (1958), Berlin-Hansaviertel

Aus dem niederschlesischen Beerberg im Kreis Lauban (heute als Baworowo ein Stadtteil von Leśna) stammend, nahm Otto Douglas-Hill nach einer Bildhauerausbildung (1913–1916) am Ersten Weltkrieg teil, von wo er als Kriegsversehrter heimkehrte. 1920 begann er ein Kunststudium in Berlin. Um 1922 übernahm er zusammen mit einem Landschaftsgärtner einen keramischen Betrieb, die Oranienburger Werkstätten. Um 1926 gründete er in der ehemaligen Wertheimschen Steingutfabrik in Berlin-Charlottenburg die eigene Douglas-Hill’sche Werkstätte, wo er Geschirr, Vasen, Gartenkeramik u. ä. herstellte.
1929 wurde Douglas-Hill Leiter der Keramischen Versuchsabteilung an den Vereinigten Staatsschulen für Freie und Angewandte Kunst in Berlin-Charlottenburg. Zugleich etablierte er eine gemeinsame Werkstatt mit dem baltendeutschen Keramiker Bodo von Campenhausen. Zunächst verankert in fortschrittlichen Kreisen und befreundet z. B. mit Erich Mendelsohn, geriet Douglas-Hill nach 1933 in den Sog reaktionärer Kunstkreise und erwarb die Gunst der NS-Eliten, die eine Rückkehr zum bodenständigen „deutschen“ Handwerk propagierten. Er wurde zum Professor berufen und von Hermann Göring mit Aufträgen bedacht. Vorher durch experimentelle und wirkungsvolle Glasuren und handwerklich brillante Aufbaukeramik hervorgetreten, schuf er nun Feldherren-Köpfe am Berliner Reichsluftfahrtministerium und Aschenbecher für Carinhall.
Nach 1945 konnte Douglas-Hill an seine Lehrtätigkeit nicht anknüpfen. Aufgrund der Zerstörung seines Berliner Ateliers und seiner Arbeiten wanderte er auf Einladung ehemaliger Studenten nach Chile aus. Nach seiner Rückkehr 1955 konnte er mehrere Monumentalplastiken aus Keramik als Auftragsarbeiten anfertigen. Er besaß ein Atelier bei Heisterholz in Petershagen an der Weser, wo er auch eigene Glasuren und Brennverfahren erprobte. Später verlagerte er seine Werkstatt nach Spanien, wo er 75-jährig starb.

## Auszeichnungen
Goldmedaille auf der Pariser Weltausstellung 1937 für eine zwei Meter hohe Vase